# エンハイドロバクター属
エンハイドロバクター属（Enhydrobacter）は真正細菌のPseudomonadota門ガンマプロテオバクテリア綱シュードモナス目モラクセラ科の属の一つである。構成種としてエンハイドロバクター・アエロサックス（Enhydrobacter aerosaccus）のみが知られている。2012年にロドスピリルム科に細分類することが検討されていた。オキシダーゼ陽性であるため、腸内細菌科（Enterobacteriaceae）には分類されない。